# بریجتون (میزوری)
بریجتون (به انگلیسی: Bridgeton) شهری در شهرستان سنت لوئیس ایالت میزوری است که جمعیت آن در سرشماری سال ۲۰۱۰ میلادی ۱۱٫۵۵ نفر بوده است.